# 鈴木政江
鈴木 政江（すずき まさえ、1957年1月21日 - ）は、千葉県千葉市出身の元女子サッカー選手・元指導者。選手時代のポジションはゴールキーパー 。日本女子サッカーのパイオニアの1人である。

## 来歴
三菱重工業に入社し、1977年に三菱重工女子サッカー部でサッカーを始め、1979年には第1回全日本女子サッカー選手権大会に出場。その後、FCジンナン（後の日産FCレディース）でプレーした。
1983年には全日本（サッカー日本女子代表）に初選出。1984年10月24日のイタリア戦（西安）に途中出場して代表デビューを果たすと、1986年から1991年までは正GKを務め、第6・7・8回AFC女子アジア選手権、第11回アジア競技大会、国際女子サッカー大会（プレワールドカップ）、1991年世界選手権（第1回女子W杯）に出場した。また1986年から1989年にかけて国際Aマッチ27試合連続フル出場を果たしている。
1989年には日産FCレディースが日本女子サッカーリーグ（JLSL→L・リーグ／現・なでしこリーグ）に加盟したが9試合の出場に留まり、翌1990年に地元で結成された日興證券女子サッカー部ドリームレディースに移籍。1991年には第12回全日本女子サッカー選手権大会での、チームの初出場初優勝という快挙に貢献した。
その年にチームがJLSLに加入し同シーズン（第3回日本女子サッカーリーグ）の敢闘賞を獲得したが、これを機に一旦はピッチを去ることになった。
2000年からL・リーグに参戦するジェフユナイテッド市原レディース（現ジェフユナイテッド市原・千葉レディース）に監督として就任。当初は専任監督であったが、チーム事情から2002年のシーズン（第14回日本女子サッカーリーグ）中に11年ぶりに選手登録し、日本女子サッカー初の選手兼任監督に就任。
2004年（2004 日本女子サッカーリーグ）6月13日の清水第八スポーツクラブ戦にて、L・リーグのピッチに復帰を果たし、リーグ最長ブランク記録および清水第八の杉山淳子の持つリーグ現役最年長出場記録を更新した。
2005年、監督を上村崇士に譲り、ジェフ千葉レディースのコーチ兼サテライト選手となった。2017年をもってコーチを退任。

## 個人成績
| 国内大会個人成績                     | 国内大会個人成績           | 国内大会個人成績 | 国内大会個人成績 | 国内大会個人成績 | 国内大会個人成績 | 国内大会個人成績 | 国内大会個人成績 | 国内大会個人成績 | 国内大会個人成績 | 国内大会個人成績 | 国内大会個人成績 |
| 年度                                 | クラブ                     | 背番号           | リーグ           | リーグ戦         | リーグ戦         | リーグ杯         | リーグ杯         | オープン杯       | オープン杯       | 期間通算         | 期間通算         |
| 年度                                 | クラブ                     | 背番号           | リーグ           | 出場             | 得点             | 出場             | 得点             | 出場             | 得点             | 出場             | 得点             |
| 日本                                 | 日本                       | 日本             | 日本             | リーグ戦         | リーグ戦         | リーグ杯         | リーグ杯         | 皇后杯           | 皇后杯           | 期間通算         | 期間通算         |
| ------------------------------------ | -------------------------- | ---------------- | ---------------- | ---------------- | ---------------- | ---------------- | ---------------- | ---------------- | ---------------- | ---------------- | ---------------- |
| 1989                                 | 日産FCレディース           | 1                | JLSL             | 9                | 0                | -                | -                |                  |                  |                  |                  |
| 1990                                 | 日興證券ドリームレディース |                  | 地域リーグ       |                  |                  | -                | -                |                  |                  |                  |                  |
| 1991                                 | 日興證券ドリームレディース | 1                | JLSL             | 11               | 0                | -                | -                |                  |                  |                  |                  |
| （1992年から2001年まで選手登録なし） |                            |                  |                  |                  |                  |                  |                  |                  |                  |                  |                  |
| 2002                                 | ジェフ市原レディース       | 21               | L・リーグ        | 0                | 0                | -                | -                |                  |                  |                  |                  |
| 2003                                 | ジェフ市原レディース       | 21               | L・リーグ        | 0                | 0                | -                | -                |                  |                  |                  |                  |
| 2004                                 | ジェフ市原レディース       | 21               | L・リーグ        | 9                | 0                | -                | -                |                  |                  |                  |                  |
| 通算                                 | 日本                       | 日本             | 1部              |                  |                  | -                | -                |                  |                  |                  |                  |
| 通算                                 | 日本                       | 日本             | 地域             |                  |                  | -                | -                |                  |                  |                  |                  |
| 総通算                               | 総通算                     | 総通算           | 総通算           |                  |                  | -                | -                |                  |                  |                  |                  |

## タイトル

### クラブ
- 日興證券女子サッカー部ドリームレディース
  - 全日本女子サッカー選手権大会: 1回 (1991)

### 個人
- 日本女子サッカーリーグ
  - 敢闘賞: 1回 (1991)

## 代表歴
- 1984年10月24日 - 日本女子代表初出場 -  イタリア戦 (中華人民共和国・西安)

### 主な出場歴
- 1986 AFC女子選手権 (香港)
- 1988年国際女子サッカー大会 (プレワールドカップ：中華人民共和国・広州)
- 1989 AFC女子選手権 (香港)
- 1990年アジア競技大会 (中華人民共和国・北京)
- 1991 AFC女子選手権 (福岡)
- 1991 FIFA女子世界選手権 (中華人民共和国)

### 試合数
| 日本代表 | 国際Aマッチ | 国際Aマッチ |
| 年       | 出場        | 得点        |
| -------- | ----------- | ----------- |
| 1984     | 1           | 0           |
| 1986     | 13          | 0           |
| 1987     | 4           | 0           |
| 1988     | 3           | 0           |
| 1989     | 9           | 0           |
| 1990     | 5           | 0           |
| 1991     | 10          | 0           |
| 通算     | 45          | 0           |

- 出典: なでしこジャパン（日本女子代表）試合別出場記録[3]

### 出場
| #  | 開催日         | 開催地     | 会場                         | 相手                   | 結果        | 監督     | 大会                 |
| -- | -------------- | ---------- | ---------------------------- | ---------------------- | ----------- | -------- | -------------------- |
| 1  | 1984年10月24日 | 西安       |                              | イタリア               | ●1-5        | 折井孝男 | 西安招待             |
| 2  | 1986年01月21日 | ジャカルタ |                              | インド                 | ●0-1        | 鈴木良平 | スハルト大統領夫人杯 |
| 3  | 1986年01月26日 | ジャカルタ |                              | インド                 | ○7-0        | 鈴木良平 | スハルト大統領夫人杯 |
| 4  | 1986年03月07日 | 東京都     | 国立西が丘サッカー場         | チャイニーズタイペイ   | ●0-2        | 鈴木良平 | 国際親善試合         |
| 5  | 1986年07月19日 | ジェソロ   |                              | イタリア               | ●1-5        | 鈴木良平 | イタリア国際大会     |
| 6  | 1986年07月21日 | ジェソロ   |                              | メキシコ               | ○3-0        | 鈴木良平 | イタリア国際大会     |
| 7  | 1986年07月25日 | ジェソロ   |                              | アメリカ合衆国         | ●1-3        | 鈴木良平 | イタリア国際大会     |
| 8  | 1986年07月26日 | ジェソロ   |                              | 中国                   | ●1-2        | 鈴木良平 | イタリア国際大会     |
| 9  | 1986年09月18日 | 東京都     | 国立西が丘サッカー場         | イタリア               | ●1-2        | 鈴木良平 | SEIYU CUP            |
| 10 | 1986年09月23日 | 東京都     | 国立霞ヶ丘競技場陸上競技場   | イタリア               | ●2-3        | 鈴木良平 | SEIYU CUP            |
| 11 | 1986年12月14日 | 香港       |                              | 中国                   | ●0-2        | 鈴木良平 | アジア選手権         |
| 12 | 1986年12月18日 | 香港       |                              | マレーシア             | ○10-0       | 鈴木良平 | アジア選手権         |
| 13 | 1986年12月21日 | 香港       |                              | タイ                   | ○4-0        | 鈴木良平 | アジア選手権         |
| 14 | 1986年12月23日 | 香港       |                              | 中国                   | ●0-2        | 鈴木良平 | アジア選手権         |
| 15 | 1987年08月04日 | 台北       |                              | チャイニーズタイペイ   | ●1-3        | 鈴木良平 | 国際親善試合         |
| 16 | 1987年08月09日 | 高雄       |                              | チャイニーズタイペイ   | ●1-2        | 鈴木良平 | 国際親善試合         |
| 17 | 1987年12月12日 | 台北       |                              | アメリカ合衆国         | ●0-1        | 鈴木良平 | 中華杯世界大会       |
| 18 | 1987年12月15日 | 高雄       |                              | 香港                   | ○5-0        | 鈴木良平 | 中華杯世界大会       |
| 19 | 1988年06月01日 | 広州       |                              | アメリカ合衆国         | ●2-5        | 鈴木良平 | 広州国際大会         |
| 20 | 1988年06月03日 | 広州       |                              | チェコスロバキア       | ●1-2        | 鈴木良平 | 広州国際大会         |
| 21 | 1988年06月05日 | 広州       |                              | スウェーデン           | ●0-3        | 鈴木良平 | 広州国際大会         |
| 22 | 1989年01月12日 | アモイ     |                              | フィンランド           | ●0-1        | 鈴木良平 | アモイ国際大会       |
| 23 | 1989年01月14日 | アモイ     |                              | フィリピン             | ○13-0       | 鈴木良平 | アモイ国際大会       |
| 24 | 1989年01月16日 | アモイ     |                              | 中国                   | ●0-4        | 鈴木良平 | アモイ国際大会       |
| 25 | 1989年12月02日 | 神奈川県   | 平塚競技場                   | オーストラリア         | △2-2        | 鈴木保   | プリマカップ         |
| 26 | 1989年12月04日 | 千葉県     | 習志野市秋津サッカー場       | オーストラリア         | △1-1        | 鈴木保   | プリマカップ         |
| 27 | 1989年12月19日 | 香港       |                              | インドネシア           | ○11-0       | 鈴木保   | アジア選手権         |
| 28 | 1989年12月22日 | 香港       |                              | 香港                   | ○3-0        | 鈴木保   | アジア選手権         |
| 29 | 1989年12月26日 | 香港       |                              | チャイニーズタイペイ   | ●0-1        | 鈴木保   | アジア選手権         |
| 30 | 1989年12月29日 | 香港       |                              | 香港                   | ○9-0        | 鈴木保   | アジア選手権         |
| 31 | 1990年09月06日 | ソウル     |                              | 韓国                   | ○13-1       | 鈴木保   | 国際親善試合         |
| 32 | 1990年09月27日 | 北京       |                              | 中国                   | ●0-5        | 鈴木保   | アジア大会           |
| 33 | 1990年10月01日 | 北京       |                              | 香港                   | ○5-0        | 鈴木保   | アジア大会           |
| 34 | 1990年10月03日 | 北京       |                              | チャイニーズタイペイ   | ○3-1        | 鈴木保   | アジア大会           |
| 35 | 1990年10月06日 | 北京       |                              | 朝鮮民主主義人民共和国 | △1-1        | 鈴木保   | アジア大会           |
| 36 | 1991年04月01日 | ヴァルナ   |                              | フランス               | ●1-3        | 鈴木保   | ヴァルナ国際大会     |
| 37 | 1991年04月03日 | ヴァルナ   |                              | スウェーデン           | △2-2        | 鈴木保   | ヴァルナ国際大会     |
| 38 | 1991年05月26日 | 福岡県     | 平和台陸上競技場             | 朝鮮民主主義人民共和国 | ○1-0        | 鈴木保   | アジア選手権         |
| 39 | 1991年05月28日 | 福岡県     | 平和台陸上競技場             | 香港                   | ○4-1        | 鈴木保   | アジア選手権         |
| 40 | 1991年06月06日 | 福岡県     | 東平尾公園博多の森陸上競技場 | チャイニーズタイペイ   | △0-0(PK5-4) | 鈴木保   | アジア選手権         |
| 41 | 1991年06月08日 | 福岡県     | 東平尾公園博多の森陸上競技場 | 中国                   | ●0-5        | 鈴木保   | アジア選手権         |
| 42 | 1991年08月21日 | 大連       |                              | 中国                   | △0-0        | 鈴木保   | 国際親善試合         |
| 43 | 1991年11月17日 | 仏山       |                              | ブラジル               | ●0-1        | 鈴木保   | 世界選手権           |
| 44 | 1991年11月19日 | 仏山       |                              | スウェーデン           | ●0-8        | 鈴木保   | 世界選手権           |
| 45 | 1991年11月21日 | 仏山       |                              | アメリカ合衆国         | ●0-3        | 鈴木保   | 世界選手権           |

## 資格
- JFA公認C級コーチ